# آنا ريتشاردسون
آنا ريتشاردسون (بالإنجليزية: Anna Richardson)‏ هي صحفية ومقدمة تلفزيونية بريطانية، ولدت في 27 سبتمبر 1970 في شروبشاير في المملكة المتحدة.

## وصلات خارجية
- الموقع الرسمي
- آنا ريتشاردسون على موقع IMDb (الإنجليزية)
- آنا ريتشاردسون على موقع قاعدة بيانات الفيلم (الإنجليزية)